# Thomas Wieck
Thomas Wieck (* 1945) ist ein deutscher Dramaturg, Librettist und Hörspielautor.

## Leben
Er studierte Theaterwissenschaft an der Theaterhochschule „Hans Otto“ in Leipzig. Danach arbeitete er als Wissenschaftler und Hochschullehrer im Bereich des Schauspiel-, Musik- und Puppentheaters und als Dramaturg und Librettist sowie als Regisseur. Er unterrichtete an der Hochschule für Musik Hanns Eisler Berlin. Er war Gastdramaturg an der Staatsoper Stuttgart.

## Hörspiele (Auswahl)
- 1987: Er ist mein Sohn nicht – Regie: Joachim Staritz (Original-Hörspiel, Kinderhörspiel – Rundfunk der DDR)
- 2001: Der Tod des Carl Friedrich Goerdeler – Ein Politiker im Dritten Reich – Regie: Rainer Schwarz (Feature – MDR)

Quelle: ARD-Hörspieldatenbank

## Schriften (Auswahl)
- mit Ralf Kinder: Zum Schreien komisch, zum Heulen schön. Die Macht des Filmgenres. Bergisch Gladbach 2001, ISBN 3-404-94011-3.
- !Stadttheater Greifswald Theaterstadt? 100 Jahre Theater Greifswald. Berlin 2015, ISBN 978-3-95749-053-7.